# 南新义州站
南新義州站（朝鲜语：／ Namsinŭiju yŏk */?）是朝鮮民主主義人民共和國平安北道新义州市的一個鐵路車站，属于平义线、白马线和德岘线。

## 邻近车站
平义线
乐元站 - 南新義州站 - 新义州青年站
白马线
石下站 - 南新義州站
德岘线
南新義州站 - 正门里站